# Хаген, Август Маттиас
А́вгуст Матти́ас Ха́ген, Гаген (нем. August Matthias Hagen; 12 [23] февраля 1794, Вийциемс — 20 ноября [2 декабря] 1878, Дерпт) — остзейский живописец-пейзажист, последователь романтизма, яркая фигура среди лифляндских художников николаевской эпохи, фотограф; отец и наставник Юлии Хаген-Шварц.

## Биография

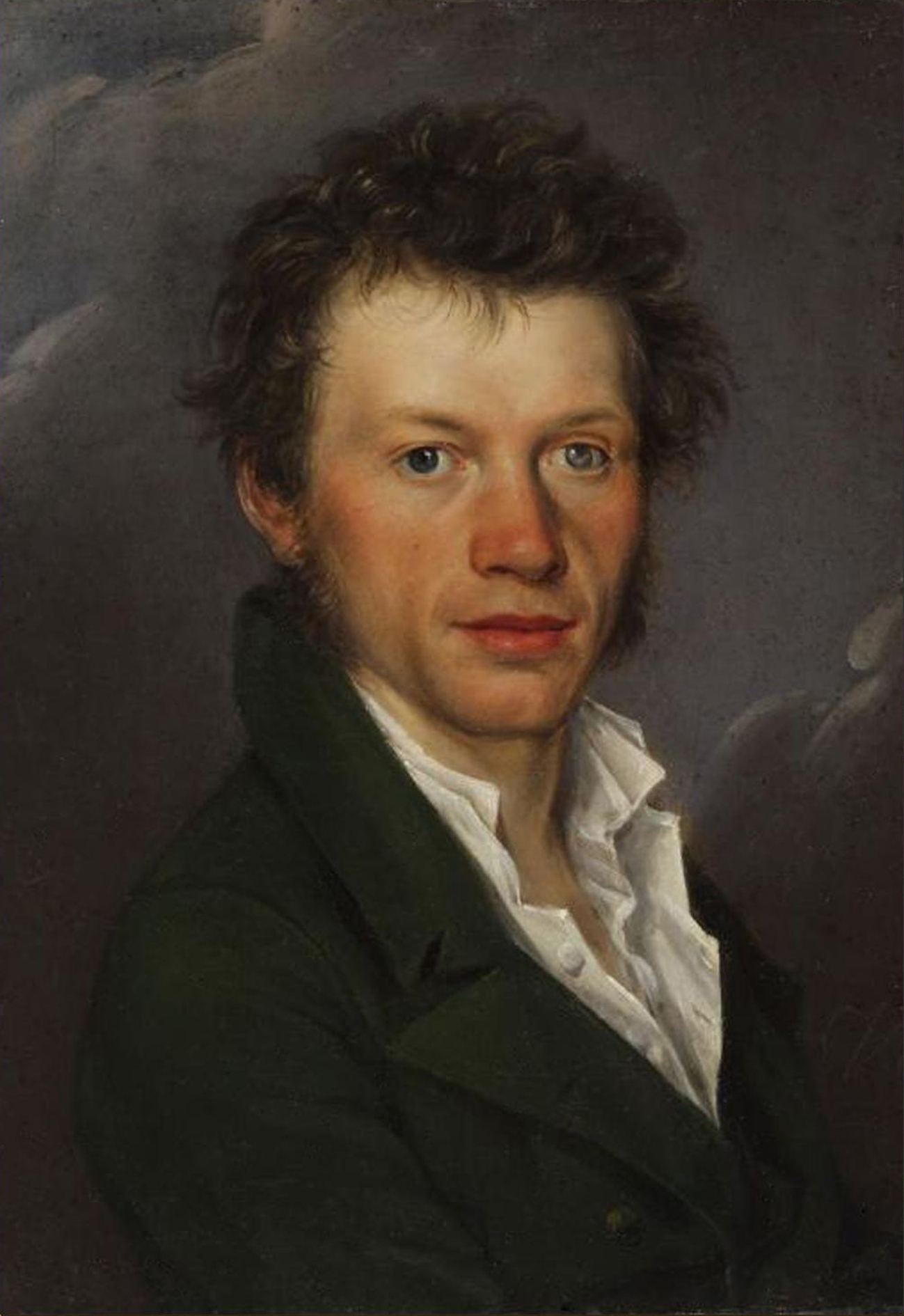
А. М. Хаген в юные годы. Портрет кисти учителя К. Зенфф

Родился в семье мелкого арендатора-мукомола Эрнста Андреаса Хагена и Христины Доротеи Буш. Раннее детство будущего художника прошло на мельнице отца. С 6-ти лет начал обучаться плотницкому искусству. В 1802 году в восьмилетнем возрасте был отдан в частную закрытую школу в Венден (Цесис), где впервые обнаружил склонность к рисованию. Там же в школе, во время эпидемии, унёсшей жизни нескольких его товарищей, тяжело заболел, но сумел поправиться, правда, с ослаблением зрения. Последнее обстоятельство потребовало длительного лечения и отразилось на дальнейшем творчестве. Ситуация усугубилась тем, что однажды по ошибке Хаген закапал себе в левый глаз раствор азотной кислоты. После ожога роговицы осталось бельмо, которое с годами только увеличивалось.
В конце 1809 года отец, убедившись, что сын не без таланта, решил отдать его учиться художественному ремеслу. По рекомендации барона фон Будберга, в одном из поместий которого все эти годы продолжала жить семья Хагенов, подросток в июне 1810 года был принят подмастерьем и учеником в малярную мастерскую Оберга в Дерпте. Как выяснилось очень скоро, хозяин не собирался учить его, а лишь использовал в качестве бесплатной рабочей силы. Не сообщив ничего отцу, Хаген ушёл из мастерской и некоторое время перебивался случайными заработками. Только в январе 1811 г. отец узнал о проблемах сына и сумел определить его в Рисовальную школу при Дерптском университете. Руководил школой и преподавал в ней живопись и графику один из первых национальных эстонских художников, представитель Дрезденской школы живописи — Карл Август Зенфф. Очень скоро Хаген стал одним из наиболее выдающихся его учеников. Сам же Хаген впоследствии считал годы учёбы у Зенффа самыми счастливыми годами своей жизни.
Начавшаяся война с Наполеоном заставила прервать занятия в Рисовальной школе. Хаген даже собирался записаться в ополчение, но когда французский корпус вступил в Ливонию и подошёл к Риге, отец срочно вызвал сына к себе. В поместье барона Будберга фон Кегельна ждали возможного появления французов, но кроме кратковременных набегов ничего страшного не произошло. В начале весны 1813 года Хаген получил письмо от своего учителя Зенффа с приглашением продолжить занятия и в мае вернулся в Дерпт.

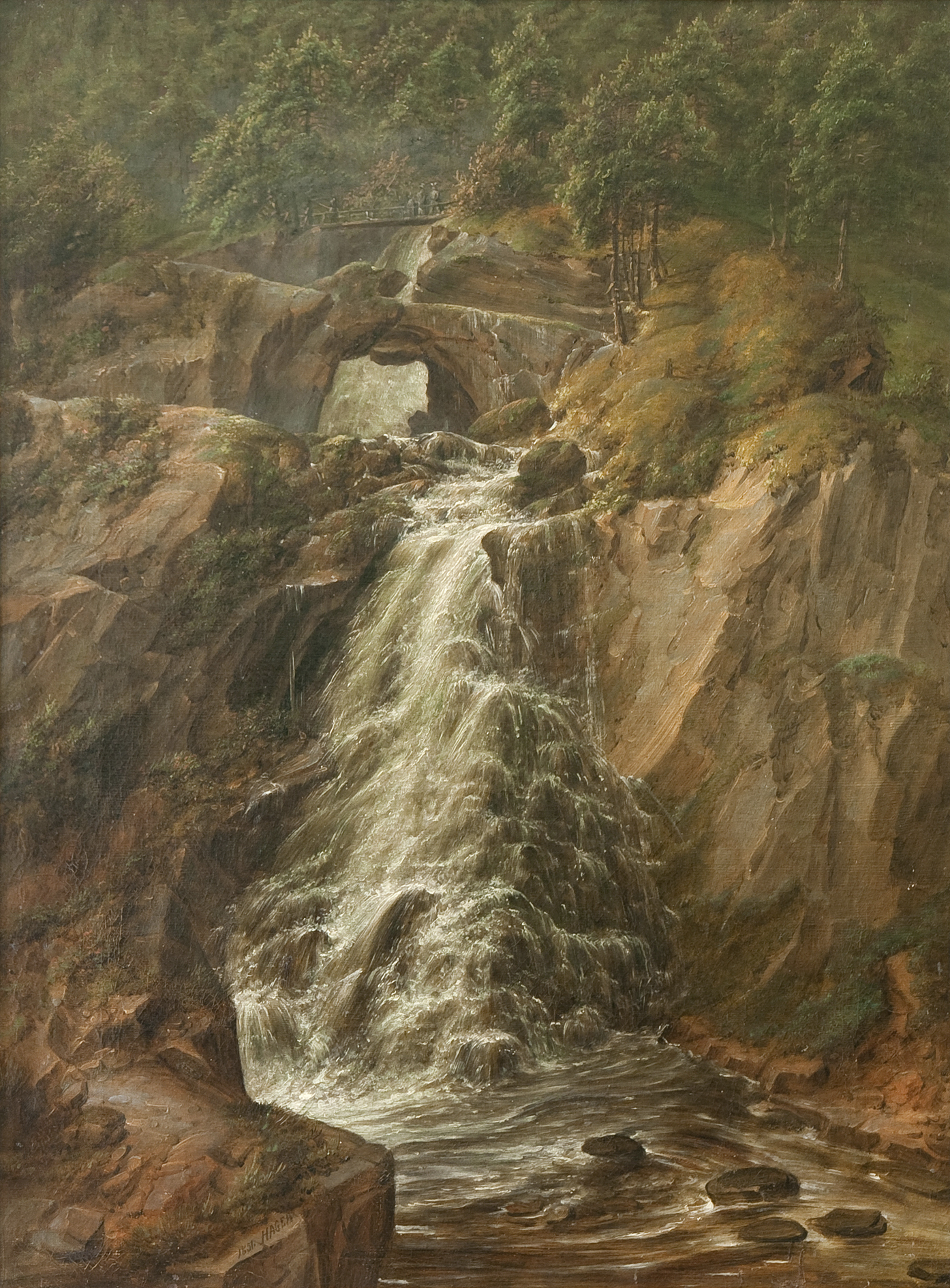
А. М. Хаген. Водопад под Зальцбургом. 1851 г.

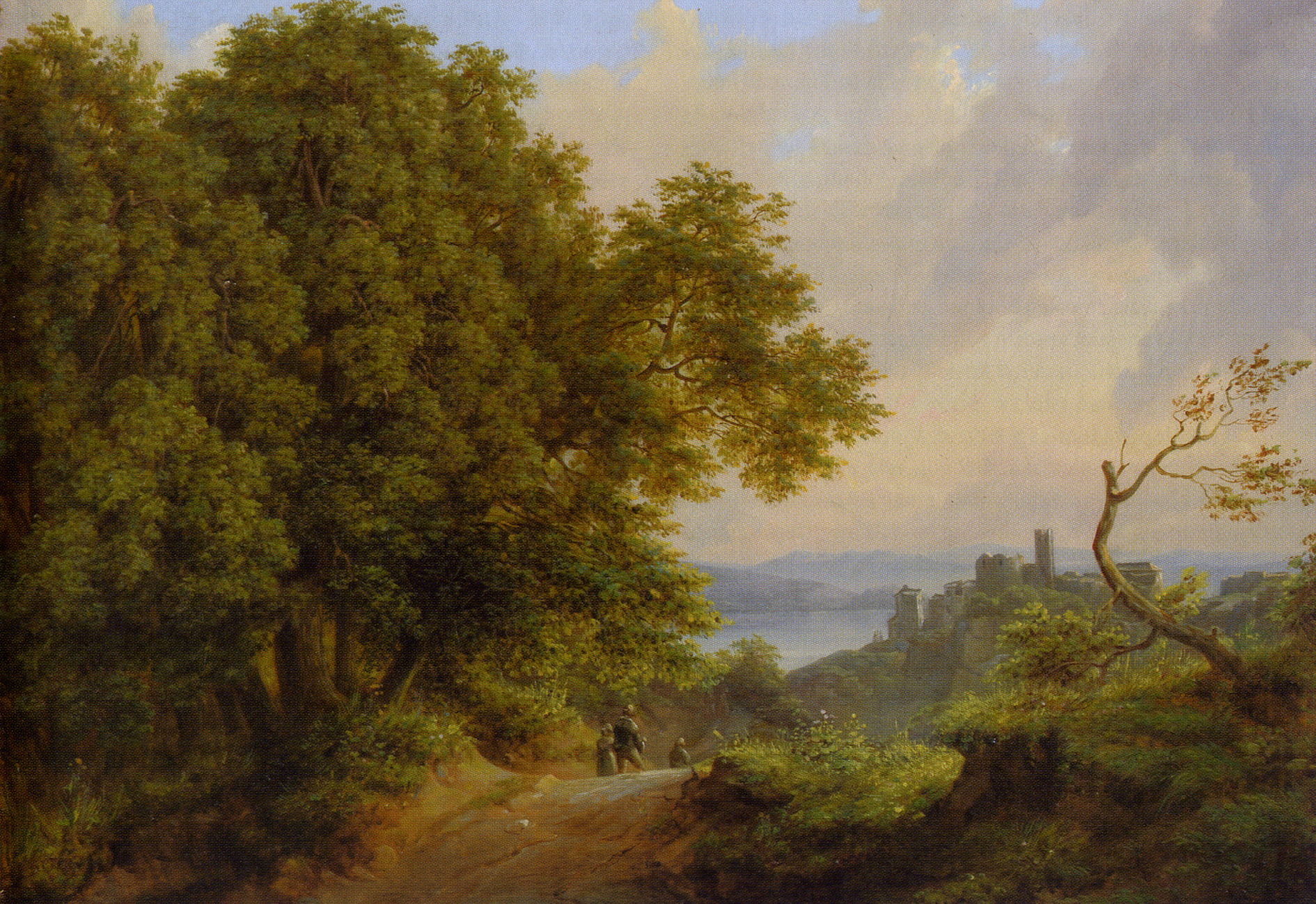
А. М. Хаген. Прогулка в Пассау. 1820 г.

В 1820 году 26-летний Хаген по совету своего учителя решил отправиться в путешествие по Европе. Подробности своего четырёхлетнего странствования Хаген подробно записал в своих дневниках, которые и сейчас хранятся в семье потомков его старшей дочери. Весь путь из Травемюнде, куда он прибыл на пароходе, до Италии и обратно он проделал пешком. Останавливаясь в городах, он подчас делал большие перерывы, посещая художественные галереи, знакомясь с известными мастерами живописцами. Так, в Дрездене ему удалось свести знакомство с датским художником и скульптором Бертелем Торвальдсеном и известным немецким поэтом, драматургом и переводчиком Иоганном Людвигом Тиком. Он разработал собственный прием для таких знакомств. Сначала посещал художественные лавки, где узнавал адреса авторов понравившихся ему картин. Затем шёл к ним знакомиться, и хотя не всегда встречал радушный прием, но если везло, Хаген уже не отставал он своей «жертвы», буквально принуждая художников делиться секретами своего мастерства.
За годы странствий Хаген сделал огромное количество зарисовок и эскизов. Особенно его поразили Швейцарские Альпы, в которые он влюбился раз и навсегда. Тема гор в его творчестве стала едва ли не главной. В Пассау Хаген встретил свою любовь, с которой в конце концов и вернулся в родной Дерпт.
Дальше следовали едва ли не самые плодотворные годы его творчества. Он много разъезжал по Прибалтике, Финляндии, побывал на Кавказе, где никогда не расставался с мольбертом. Страсть к живописи унаследовала старшая дочь Хагена — Юлия, и он с особым рвением занимался её обучением.
В 1837 г. состоялась выставка Хагена в Петербурге, после которой Императорская Академия художеств присвоила ему почетное звание «свободного художника». В Санкт-Петербурге Хаген познакомился с поэтом Василием Жуковским, который высоко ценил его творчество, и благодаря которому, многие пейзажи Хагена стали приобретать в свои частные коллекции столичные аристократы.

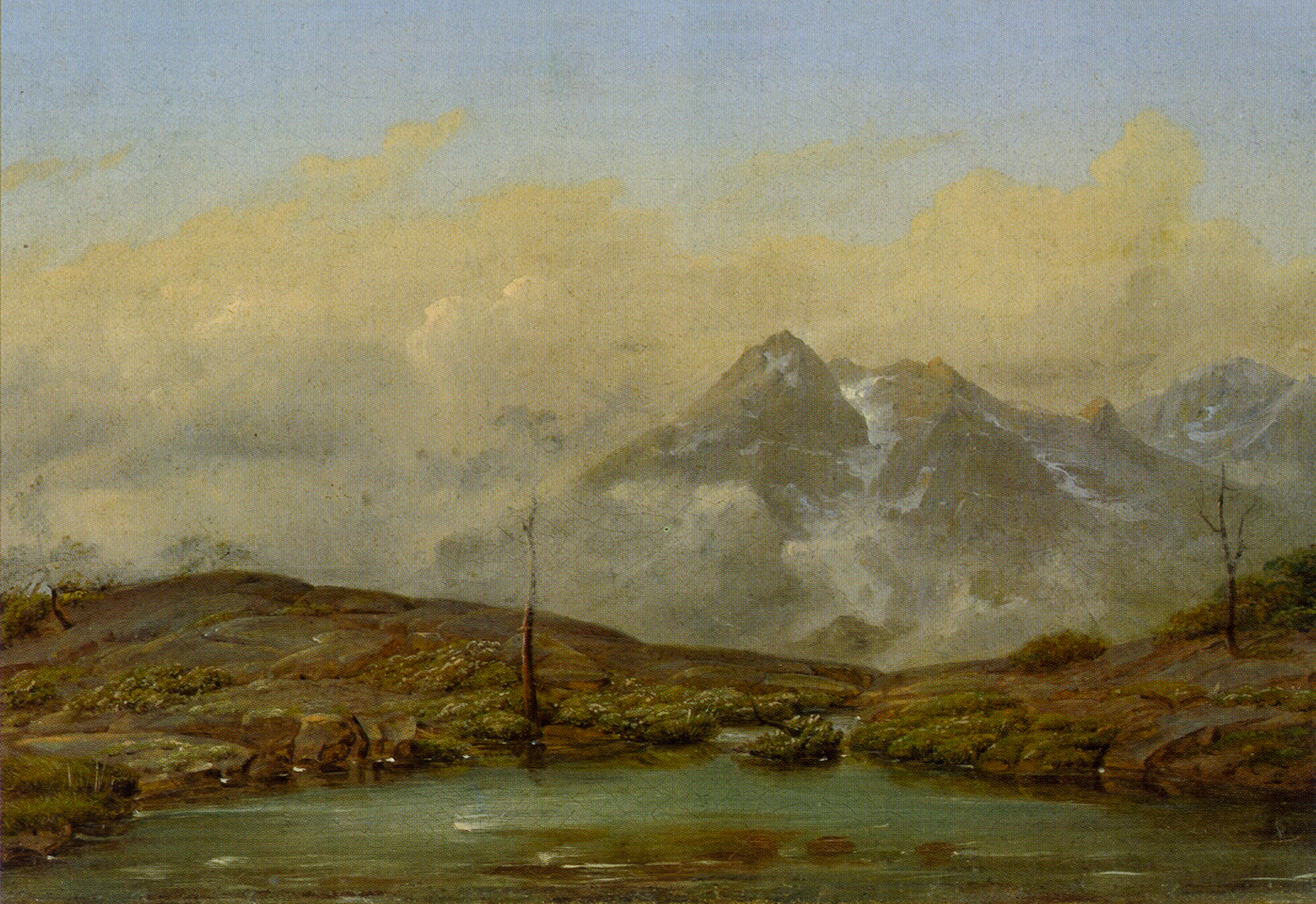
А. М. Хаген. Туман у высоких гор. 1820 г.

В 1838 г., после смерти своего учителя Зенффа, Хаген возглавил Рисовальную школу при Дерптском университете. Его учениками были почитаемые сегодня в Эстонии художники — Фридрих Сигизмунд Стерн, Вольдемар Фридрих Крюгер, Герман Эдуард Гартман. Постепенно проблемы со зрением, которые преследовали Хагена с юных лет, достигли такой степени, что стали серьёзно мешать его творчеству. Ослепнув на один глаз, в 1851 г. Хаген был вынужден оставить Рисовальную школу. Он ещё попытался вернут себе зрение, когда воспользовавшись случаем, отправился с дочерью на три года в Италию, где юная Джулия совершенствовалась в живописи, но все было тщетно. По достижении 60-ти лет Хаген окончательно оставил профессию.
Ещё полный сил он нашёл в себе мужество обучиться новому ремеслу. Остатки зрения позволили ему стать фотографом, причем настоящим профессионалом в своем деле. В Дерпте он быстро приобрел репутацию одного из лучших мастеров, а его небольшой салон стал едва ли не самым популярным. В архиве Тартуского университета и сегодня хранится немало снимков, сделанных старым художником.
Умер Август Маттиас Хаген в Дерпте в 1878 году в возрасте 84 лет и был похоронен в некрополе Раади (кладбище Вана-Яани), участок P12, место 58.
После смерти художника оказалось, что большинство его работ находится в частных коллекциях по всей Европе. Несколько картин хранятся в музеях Эстонии. Два пейзажа Хагена: «Горы» и «Морской залив» можно увидеть в зале Германского искусства Государственного Эрмитажа.

## Семья
- жена: Иоганна ур. фон Паумгартен (1802—1885).
- сын: Карл Август Гаген (Хаген) (1823 — после 1886) — провизор, владелиц аптеки в Старом Быхове, Могилёвской губернии;
  - внук: Александр Карлович Гаген (1864—1938) — управляющий усадьбой «Охотничий Замок» графа А. В. Стенбок-Фермора [6] в поселке Лахта под Санкт-Петербургом;
    - правнук: Николай Александрович Гаген (1895—1969) — советский военачальник, генерал-лейтенант;
- дочь: Юлия Хаген-Шварц (Гаген-Шварц) (1824—1902) — художник, первая женщина — член Императорской Академии художеств;
- дочь: Готтон Берта Августина фон Кербер (1832—1912) — жена профессора Бернгарда Августовича фон Кербера;
  - внук: Людвиг Бернгардович Кербер (1863—1919) — вице-адмирал Российского императорского флота;
    - правнуки: Виктор Львович Корвин-Кербер (1894—1970), Леонид Львович Кербер (1903—1993) и Борис Львович Кербер (1907—1978) — авиаконструкторы.